# Choego-ui hanbang
Choego-ui hanbang (최고의 한방?, lett. "Il miglior pugno"; titolo internazionale Hit the Top) è una serie televisiva sudcoreana trasmessa su KBS2 dal 2 giugno al 22 luglio 2017.

## Trama
Nell'anno 1993, l'idolo pop Yoo Hyun-jae viaggia accidentalmente nel tempo fino al 2017. Scoprendo dl essere scomparso misteriosamente nel 1994 e presunto morto, inizia a indagare sul motivo mentre cerca di adattarsi alla vita nel futuro. Nel frattempo, Lee Ji-hoon è un aspirante musicista ed è segretamente iscritto come apprendista idol alla Star Punch Entertainment. Ji-hoon fatica a nasconderlo ai suoi genitori, che credono che stia studiando per sostenere l'esame d'ingresso nell'amministrazione pubblica.

## Personaggi
- Yoo Hyun-jae, interpretato da Yoon Shi-yoon
- Choi Woo-seung, interpretata da Lee Se-young
- Lee Ji-hoon, interpretato da Kim Min-jae
- Lee Gwang-jae, interpretato da Cha Tae-hyun